# On the Turning Away
„On the Turning Away“ je jedenáctý singl britské skupiny Pink Floyd, který byl vydán ve Spojeném království. Pochází z alba A Momentary Lapse of Reason a vyšel v listopadu 1987 (viz 1987 v hudbě).
Singl „On the Turning Away“ byl vydán ve třech verzích. Sedmipalcová gramofonová deska obsahuje píseň „On the Turning Away“, což je melodická balada, a živou verzi skladby „Run Like Hell“ z alba The Wall (1979). „On the Turning Away“ se od albové verze liší pouze minimálně, „Run Like Hell“ byla nahrána 5. listopadu 1987 v The Omni v Atlantě.
Zbylé dvě verze singlu, dvanáctipalcová gramofonová deska a kompaktní disk, obsahují kromě výše dvou zmíněných písní ještě skladbu „On the Turning Away“ v koncertním podání (byla rovněž natočena v Atlantě 5. listopadu 1987).

## Seznam skladeb

### 7" verze
1. „On the Turning Away“ (Gilmour, Moore) – 3:54
2. „Run Like Hell (Live)“ (Gilmour, Waters/Waters) – 7:27

### 12" a CD verze
1. „On the Turning Away“ (Gilmour, Moore) – 3:54
2. „Run Like Hell (Live)“ (Gilmour, Waters/Waters) – 7:27
3. „On the Turning Away (Live)“ (Gilmour, Moore) – 6:54